# 宿茂臻
宿 茂臻（しゅく ぼうしん、Su Maozhen、1971年10月23日 - ）は、中国の元サッカー選手。元中国代表。ポジションはフォワード。

## 来歴
1994年に中国代表デビュー。AFCアジアカップ1996、AFCアジアカップ2000にも出場、2000年大会ではベスト4となった。中国史上初の出場となった2002 FIFAワールドカップにも出場した。中国代表で52試合に出場、26得点をあげた。

## 代表歴

### 出場大会
- 中国代表
  - 2002 FIFAワールドカップ

### 試合数
- 国際Aマッチ 52試合 26得点（1994年-2002年）[1]

| 中国代表 | 国際Aマッチ | 国際Aマッチ |
| 年       | 出場        | 得点        |
| -------- | ----------- | ----------- |
| 1994     | 2           | 0           |
| 1995     | 0           | 0           |
| 1996     | 10          | 3           |
| 1997     | 7           | 4           |
| 1998     | 1           | 0           |
| 1999     | 0           | 0           |
| 2000     | 15          | 12          |
| 2001     | 11          | 4           |
| 2002     | 6           | 3           |
| 通算     | 52          | 26          |